# Miss Marple y trece problemas
Miss Marple y trece problemas, también traducido como Los casos de Miss Marple , (título original en inglés: The Thirteen Problems) es un libro de la escritora británica Agatha Christie publicada en 1932, que contiene trece relatos cortos, en los que cada uno de los personajes va dilucidando el respectivo misterio.

## Argumento
En una pequeña ciudad como Saint Mary Mead nunca sucede algo interesante, sin embargo Miss Marple piensa que es el escenario ideal para conocer la naturaleza humana. En dos reuniones que participa, una en su casa y otra en la mansión de los Bantry, los participantes se divierten contando casos de crímenes y misterios con el objetivo de hacer que los presentes adivinaran una solución a cada uno de los problemas presentados. Entre los invitados está Sir Henry Clithering, exinvestigador jefe de Scotland Yard.
En la primera reunión, de los seis casos presentados, Miss Marple encuentra todas las soluciones. En la segunda reunión Miss Marple vuelve a resolver los problemas narrados. Sir Henry queda impresionado con la sagacidad de Miss Marple dilucidando los más variados misterios, basada simplemente en la monótona rutina de aquella pequeña ciudad.
Al final, en Saint Mary Mead ocurre el suicidio de una joven y Miss Marple incrédula, pide a su amigo Sir Henry Clithering que la ayude a demostrar a la policía la verdadera dinámica de la situación. Y una vez más la dama solterona descubre al asesino.

## Títulos de las historias
1. El club de los martes (The Tuesday Night Club)
2. La casa del ídolo de Astarté (The Idol House of Astarte)
3. Lingotes de oro (Ingots of Gold)
4. Manchas de sangre (The Blood-Stained Pavement)
5. Móvil versus oportunidad (Motive v. Opportunity)
6. La huella del pulgar de san Pedro (The Thumb Mark of St. Peter)
7. El geranio azul (The Blue Geranium)
8. La señorita de compañía (The Companion)
9. Los cuatro sospechosos (The Four Suspects)
10. Tragedia navideña (A Christmas Tragedy)
11. La hierba mortal (The Herb of Death)
12. El caso del bungalow (The Affair at the Bungalow)
13. La ahogada (Death by Drowning)